# Gössenreuth (Himmelkron)
Gössenreuth (oberfränkisch: Gessaraad)  ist ein Gemeindeteil der Gemeinde Himmelkron im Landkreis Kulmbach (Oberfranken, Bayern). Die Gemarkung Gössenreuth hat eine Fläche von 4,905 km². Sie ist in 578 Flurstücke aufgeteilt, die eine durchschnittliche Fläche von 8486,34 m² haben.

## Lage
Das Dorf liegt am Talrand des Weißen Mains. Im Osten schließen sich direkt der Köslarberg (521 m ü. NHN) und die Dorfleite an, beides bewaldete Anhöhen, die zu den Ausläufern des Fichtelgebirges zählen. Eine Gemeindeverbindungsstraße führt die Bundesautobahn 9 überbrückend nach Streit (1,3 km nordwestlich) bzw. zur Bundesstraße 303 (1,5 km südöstlich). Weitere Gemeindeverbindungsstraßen führen die B 303 unterquerend und die A 9 überbrückend nach Himmelkron zur B 303 (1,3 km westlich) und die A 9 überbrückend nach Streit (1,2 km nordwestlich).

## Geschichte
Gössenreuth wurde als herrschaftliche Plansiedlung angelegt bestehend aus 13 Lehen mit Waldhufenflur. 1536 wurde der Ort als „Gossenreut“ erstmals schriftlich erwähnt. Das Bestimmungswort des Ortsnamens ist der Personenname Gôʒʒo.
Gegen Ende des 18. Jahrhunderts bestand Gössenreuth aus 27 Anwesen (1 Schmiede, 10 Höfe, 4 Halbhöfe, 2 Güter, 3 Sölden, 1 Tropfgut, 4 Tropfhäuser, 3 Tropfhäuslein) und einem unbebauten Halbhof. Das Hochgericht sowie die Dorf- und Gemeindeherrschaft übte das bayreuthische Stadtvogteiamt Berneck aus. Grundherr sämtlicher Anwesen war das Stiftskastenamt Himmelkron.
Mit dem Gemeindeedikt wurde Gössenreuth dem 1811 gebildeten Steuerdistrikt Himmelkron zugewiesen. 1812 entstand die Ruralgemeinde Gössenreuth. Sie war in Verwaltung und Gerichtsbarkeit dem Landgericht Gefrees zugeordnet und in der Finanzverwaltung dem Rentamt Gefrees. 1840 wurde Gössenreuth an das Landgericht Berneck und an das Rentamt Marktschorgast überwiesen (1919 in Finanzamt Marktschorgast umbenannt). Ab 1862 gehörte Gössenreuth zum Bezirksamt Berneck. Die Gerichtsbarkeit blieb beim Landgericht Berneck (1879 in Amtsgericht Berneck umgewandelt). 1929 wurde die Gemeinde schließlich an das Bezirksamt Kulmbach (1939 in Landkreis Kulmbach umbenannt) und das Finanzamt Kulmbach abgegeben. 1964 hatte die Gemeinde eine Fläche von 4,890 km². Am 1. Juli 1971 wurde diese im Zuge der Gebietsreform in Bayern nach Himmelkron eingemeindet.

### Baudenkmäler
- Ernteweg 1: Wohnstallhaus[13]
- Ernteweg 2: Taubenschlag[13]
- Hauptstraße 20 und 23: Türrahmungen[13]
- Hauptstraße 21: Wohnstallhaus[13]
- Himmelkroner Weg 1: Wohnstallhaus[13]

### Einwohnerentwicklung
| Jahr      | 1809   | 1818  | 1840   | 1852   | 1855   | 1861   | 1867   | 1871   | 1875   | 1880   | 1885   | 1890   | 1895   | 1900   | 1905   | 1910   | 1919   | 1925   | 1933   | 1939   | 1946   | 1950   | 1952   | 1961   | 1970   | 1987  |
| Einwohner | 215    | 202   | 261    | 261    | 279    | 282    | 283    | 296    | 278    | 295    | 298    | 285    | 284    | 286    | 272    | 255    | 242    | 239    | 226    | 194    | 297    | 278    | 263    | 261    | 243    | 231   |
| Häuser    |        | 37    |        |        |        |        |        | 39     |        |        | 40     | 40     |        | 42     |        |        |        | 44     |        |        |        | 48     |        | 57     |        | 70    |
| Quelle    | [ 15 ] | [ 9 ] | [ 16 ] | [ 16 ] | [ 16 ] | [ 17 ] | [ 18 ] | [ 19 ] | [ 20 ] | [ 21 ] | [ 22 ] | [ 23 ] | [ 16 ] | [ 24 ] | [ 16 ] | [ 25 ] | [ 16 ] | [ 26 ] | [ 27 ] | [ 27 ] | [ 27 ] | [ 28 ] | [ 27 ] | [ 10 ] | [ 29 ] | [ 2 ] |

## Religion
Gössenreuth ist seit der Reformation evangelisch-lutherisch geprägt und bis heute nach St. Gallus (Lanzendorf) gepfarrt.

## Vereine
- Freiwillige Feuerwehr Gössenreuth
- Burschenverein Gössenreuth
- Dorfgemeinschaft Gössenreuth

## Sehenswürdigkeiten
- Viewpoint Gössenreuth
- Kriegerdenkmal am alten Feuerwehrgerätehaus

## Natur
Der Wald geht bis an den östlichen Dorfrand. Wanderwege führen durch die Königsheide oder durch die Waldkette von Fichtelgebirge und Frankenwald.